# Edward A. Murphy
Edward Aloysius Murphy Jr. (11. siječnja 1918. – 17. srpnja 1990.), američki inženjer u američkom ratnom zrakoplovstvu koji je postao poznat po formulaciji Murphyjevog zakona.

## Životopis
Murphy je bio najstariji od petero braće i sestara. Nakon pohađanja škole u New Jerseyu, pohađao je vojnu akademiju i diplomirao 1940. Godine 1941. uspješno je završio obuku za pilota United States Army Air Corpsa. 
Tijekom drugog svjetskog rata na Tihom oceanu i u Indiji, Kini i Mianmaru dodijeljen mu je čin bojnika.
1947 je došao je u United States Air Force Institute of Technology u Wright-Patterson Air Force Base. Godine 1952. sudjelovao je u pokusima s raketama na Holloman Air Force Base i vratio se natrag u Kaliforniju.